# Egå Sogn
Egå Sogn er et sogn i Århus Nordre Provsti (Århus Stift).
I 1800-tallet var Egå Sogn anneks til Hjortshøj Sogn. Begge sogne hørte til Øster Lisbjerg Herred i Randers Amt. Hjortshøj-Egå sognekommune blev ved kommunalreformen i 1970 indlemmet i Aarhus Kommune.
I Egå Sogn ligger Egå Kirke.
I sognet findes følgende autoriserede stednavne:
- Bredkærparken (bebyggelse)
- Egå (bebyggelse, ejerlav)
- Egå Bro (bebyggelse)
- Egå Strand (bebyggelse)
- Solklint (bebyggelse)
- Sølystparken (bebyggelse)
- Tålfor Strand (bebyggelse)
- Tålforbakke (areal, bebyggelse)